# Izumi Matsumoto
Kazuya Terashima, conhecido por seu nome artístico Izumi Matsumoto (まつもと 泉, Matsumoto Izumi) (Takaoka, 13 de outubro de 1958 – 6 de outubro de 2020), foi um mangaká japonês conhecido por criar Kimagure Orange Road. Sua carreira começou em 1982, ao publicar seu quadrinho Milk Report na revista de manga Weekly Shōnen Jump. Mas seu verdadeiro sucesso só veio em 1984, quando publicou Kimagure Orange Road na mesma revista.
No ano de 2005, Matsumoto revelou que sofria de uma doença do líquido cefalorraquidiano (possivelmente decorrente de um acidente de carro quando ele tinha três anos) que o obrigou a tirar seis anos de licença do trabalho e esperava publicar um novo mangá para chamar a atenção do público sobre esse distúrbio.
No dia 3 de novembro de 2019, Matsumoto revelou que havia sido diagnosticado com estenose espinhal. E faleceu aos 61 anos no dia 6 de outubro de 2020.

## Carreira
Izumi Matsumoto começou a trabalhar para o Weekly Shōnen Jump quando ligou para eles e formou uma amizade com Toshimasa Takahashi, que era editor júnior encarregado de atender telefones. O primeiro trabalho de Matsumoto foi "Live! Tottemo Rock 'n' Roll" e ganhou o prêmio de estreante. Em 1982, isso o levou à publicação de Milk Report na Fresh Jump.
Dois anos depois, sua carreira decolou depois que começou a escrever Kimagure Orange Road na Weekly Shōnen Jump, foi um sucesso instantâneo. Após terminar a história, ele começou a escrever Vila Sésamo (não confundir com a famosa série de televisão de mesmo nome) na Super Jump.
Em 1994, Matsumoto idealizou um mangá digital em formato de CD-ROM, o primeiro do gênero Assim publicou o mangá Comic On de cinco volumes, também foi possivelmente a primeira "compilação de mangá trans-hemisférica", já que o conteúdo semi-animado tinha música e diálogo com os trabalhos de Jan Scott-Frazier e Lea Hernandez. Depois disso, Matsumoto criou sua própria empresa Genesis DPC, para financiar o projeto e fez parceria com a Toshiba EMI para vendê-lo. Os editores de mangá consideraram isso um concorrente, e ele insistiu para a revista Shueisha obter a permissão para usar seus personagens de Kimagure Orange Road na obra.

## Lista de trabalhos
- Kimagure Orange Road (1984–1987, Weekly Shōnen Jump)
- Comic Gunbuster (1989)
- Sesame Street (1990–1992, Super Jump)
- Comic On (1996)
- Digital Short Contents (2001)